# Маркем, Аннетт
Аннетт Маркем (англ. Annette Markham) — американская ученая, профессор теории информации Орхусского университета, Дания, и профессор цифровой этики Университета Лойолы в Чикаго, США. Является членом исполнительного комитета Ассоциации Исследователей Интернета (англ. Association of Internet Researchers) с 2013 года. Автор научных работ об идентичности в эпоху цифровых технологий, инновационных качественных методах социальных исследований, этике интернет-исследований.
Влияние на работы Маркем оказали такие течения в философии и науке как Символический интеракционизм, Общая теория систем, Постмодернизм.

## Публикации
Маркем опубликовала 32 научные статьи с 1995 года. Ее первая книга, «Life Online: Researching real experience in virtual space» (1998), была названа «основным социологическим исследованием о том, что значит быть в сети» (англ. a definitive sociological study of what it’s like to be on the net) и «смелым шагом в поле интернет-исследований… который позволяет читателю оценить вызовы применения современных этнографических методов для изучения пользователей интернета» (англ. a bold move in the exponentially increasingly field of internet studies….that allows the reader to appreciate the challenges of applying contemporary ethnographic methods to online populations).
Маркем является одним из составителей официального этического руководства по интернет-исследованиям  Ассоциации Исследователей Интернета.
Маркем также является автором большого числа ключевых публикаций о качественных методах исследования интернета.

## Образование
- Университет Пердью (1997)
- Университет штата Вашингтон (1993)
- Университет штата Айдахо (1988)